# Europacupen i ishockey 1972/1973
Europacupen i ishockey 1972/1973 startade i oktober 1972, och avslutades den 20 augusti 1974. Turneringen vanns av sovjetiska CSKA Moskva, som besegrade svenska Brynäs IF i finalspelet

## Första omgången
| Lag 1                  | Resultat                | Lag 2                |
| ---------------------- | ----------------------- | -------------------- |
| EC KAC                 | 2–10, 3–9               | SG Dynamo Weißwasser |
| Düsseldorfer EG        | 11–5, 5–3               | HC Chamonix          |
| HDD Olimpija Ljubljana | 2–2, 5–5 (3–1 straffar) | CSKA Sofia           |
| Tilburg Trappers       | 5–1, 6–3                | SG Cortina           |
| Hasle/Løren IL         | 2–5, 3–6                | Podhale Nowy Targ    |
| Ferencvárosi TC        | WO                      | HC La Chaux-de-Fonds |

 Dukla Jihlava,    
 Ilves  :  vidare direkt

## Andra omgången
| Lag 1                  | Resultat | Lag 2                |
| ---------------------- | -------- | -------------------- |
| Tilburg Trappers       | 3–7, 1–8 | Düsseldorfer EG      |
| Podhale Nowy Targ      | 4–3, 0–9 | SG Dynamo Weißwasser |
| HDD Olimpija Ljubljana | 3–0, 5–6 | Ferencvárosi TC      |
| Dukla Jihlava          | WO       | Ilves                |

## Tredje omgången
| Lag 1                | Resultat                | Lag 2                  |
| -------------------- | ----------------------- | ---------------------- |
| SG Dynamo Weißwasser | 4–2, 1–3 (0–1 straffar) | Dukla Jihlava          |
| Düsseldorfer EG      | 5–3, 3–2                | HDD Olimpija Ljubljana |

Brynäs IF ,    
 CSKA Moskva  :  vidare direkt

## Semifinaler
| Lag 1       | Resultat | Lag 2           |
| ----------- | -------- | --------------- |
| Brynäs IF   | 7–3, 2–2 | Düsseldorfer EG |
| CSKA Moskva | 6–0, 3–1 | Dukla Jihlava   |

## Final
| Lag 1     | Resultat  | Lag 2       |
| --------- | --------- | ----------- |
| Brynäs IF | 2–6, 2–12 | CSKA Moskva |